# Jean-Paul Rouve
Jean-Paul Rouve (Malo-les-Bains, 26 gennaio 1967) è un attore, regista e sceneggiatore francese.

## Biografia
Noto principalmente per le sue interpretazioni in Asterix e Obelix - Missione Cleopatra, Monsieur Batignole e La vie en rose, Rouve ha preso lezioni al centro di recitazione Nord-Pas-de-Calais per proseguire la sua formazione artistica al Cours Florent, sotto la guida di Isabelle Nanty. Nel 2002 vinse il Premio César per la migliore promessa maschile per il film Monsieur Batignole. Rouve è apparso in oltre trenta film e in oltre dieci produzioni televisive.

## Filmografia
- Serial Lover, regia di James Huth (1998)
- Trafic d'influence, regia di Dominique Farrugia (1998)
- Karnaval, regia di Thomas Vincent (1999)
- Pollicino (Le Petit Poucet), regia di Olivier Dahan (2001)
- Tanguy, regia di Étienne Chatiliez (2001)
- Monsieur Batignole, regia di Gérard Jugnot (2001)
- Jojo la frite, regia di Nicolas Cuche (2001)
- La Stratégie de l'échec, regia di Dominique Farrugia (2001)
- Asterix & Obelix - Missione Cleopatra (Astérix & Obélix: Mission Cléopâtre), regia di Alain Chabat (2002)
- Monsieur Batignole, regia di Gérard Jugnot (2002)
- Mon idole, regia di Guillaume Canet (2002)
- Moi César, 10 ans ½, 1m39, regia di Richard Berry (2003)
- Pistole nude (Mais qui a tué Pamela Rose?), regia di Éric Lartigau (2003)
- Les Clefs de bagnole, regia di Laurent Baffie (2003)
- Una lunga domenica di passioni (Un long dimanche de fiançailles), regia di Jean-Pierre Jeunet (2004)
- RRRrrrr!!!, regia di Alain Chabat (2004)
- Casablanca Driver, regia di Maurice Barthélémy (2004)
- Un petit jeu sans conséquence, regia di Bernard Rapp (2004)
- Podium, regia di Yann Moix (2004)
- Je préfère qu’on reste amis… (2005)
- I nostri giorni felici: primi amori, primi vizi, primi baci (Nos jours heureux), regia di Olivier Nakache e Éric Toledano (2006)
- La vie en rose, regia di Olivier Dahan (2007)
- La très très grande entreprise, regia di Pierre Jolivet (2008)
- Sans arme, ni haine, ni violence, regia di Jean-Paul Rouve (2008)
- Le Coach, regia di Olivier Doran (2009)
- Adèle e l'enigma del faraone (Les Aventures extraordinaires d'Adèle Blanc-Sec), regia di Luc Besson (2010)
- Poupoupidou, regia di Gérald Hustache-Mathieu (2011)
- Légitime Défense, regia di Pierre Lacan (2011)
- Low Cost, regia di Maurice Barthélémy (2011)
- Les Tuche, regia di Olivier Baroux (2011)
- Quand je serai petit, regia di Jean-Paul Rouve (2012)
- Denis, regia di Lionel Bailliu (2013)
- In solitario (En solitaire), regia di Christophe Offenstein (2013)
- Jamais le premier soir, regia di Mélissa Drigeard (2014)
- Les souvenirs, regia di Jean-Paul Rouve (2014)
- Les Nouvelles Aventures d'Aladin, regia di Arthur Benzaquen (2015)
- Les Tuche 2: Le Rêve américain, regia di Olivier Baroux (2016)
- Dalida, regia di Lisa Azuelos (2017)
- C'est la vie - Prendila come viene (Le Sens de la fête), regia di Éric Toledano e Olivier Nakache (2017)
- Les Ex, regia di Maurice Barthélemy (2017)
- Les Tuche 3, regia di Olivier Baroux (2018)
- Lola et ses frères, regia di Jean-Paul Rouve (2018)
- Amanti & tradimenti (Voyez comme on danse), regia di Michel Blanc (2018)
- Alad'2, regia di Lionel Steketee (2018)
- Sulle ali dell'avventura (Donne-moi des ailes), regia di Nicolas Vanier (2019)
- Je voudrais que quelqu'un m'attende quelque part, regia di Arnaud Viard (2019)
- Petit Pays, regia di Éric Barbier (2020)
- Zaï zaï zaï zaï, regia di François Desagnat (2020)
- Fantasie (Les Fantasmes), regia di David e Stéphane Foenkinos (2021)
- Le Trésor du Petit Nicolas, regia di Julien Rappeneau (2021)
- Les Tuche 4, regia di Olivier Baroux (2021)
- Les Cadors, regia di Julien Guetta (2023)
- Le Consentement, regia di Vanessa Filho (2023)
- Les Tuche 5, regia di Jean-Paul Rouve (2024)
- La Vallée des fous, regia di Xavier Beauvois (2024)

## Doppiatori italiani
- Franco Mannella in La vie en rose, Les souvenirs, Sulle ali dell'avventura
- Luigi Ferraro in Tanguy
- Danilo De Girolamo in Monsieur Batignole
- Vittorio Guerrieri in Primi amori, primi vizi, primi baci
- Stefano Benassi in Adèle e l'enigma del faraone
- Alessandro Quarta in C'est la vie - Prendila come viene